# قطعنامه ۱۹۲ شورای امنیت
قطعنامه  ۱۹۲ شورای امنیت سازمان ملل متحد که در تاریخ ۲۰ ژوئن ۱۹۶۴ تصویب شد، سندی بین‌المللی دربارهٔ مسئلهٔ قبرس است. این قطعنامه طی نشست ۱۱۳۹ام با ۱۱ موافق، ۰ مخالف و ۰ ممتنع تصویب شد.